# 夕張炭鉱
夕張炭鉱（ゆうばりたんこう）は、北海道夕張市に存在する石狩炭田から採炭していた炭鉱である。
狭義の意味では、北海道炭礦汽船が開発した夕張炭鉱（1889年 - 1977年）の本鉱を指す。広義の意味では、北海道炭礦汽船が続いて開発を行った周辺の新夕張炭鉱・夕張新炭鉱・平和炭鉱・真谷地炭鉱、夕張市東部地区に三菱鉱業が開発した大夕張炭鉱、南大夕張炭鉱、夕張山地北側の万字炭鉱などを含む炭鉱群をさす。後者は夕張炭田ともいう。
優良な製鉄用コークスの原料炭を産出し、最盛期の1960年代には20前後を数えたが、1970年代以降には度重なるガス爆発や海外炭の普及により競争力を失い閉山に追いやられた。現在でも小規模ではあるが、露天掘り採掘などが行われている。

## 年表
- 1874年（明治7年）: お雇い外国人のアメリカ人地質学者ベンジャミン・スミス・ライマンが、夕張川上流に石炭層の存在を推定（調査には坂市太郎も随伴）。
- 1888年（明治21年）: 坂市太郎がシホロカベツ川上流にて石炭の大露頭（北海道指定天然記念物「夕張の石炭大露頭」）を発見。
- 1889年（明治22年）: 北海道炭礦鉄道会社（後の北海道炭礦汽船、通称北炭）が発足、夕張採炭所創設。
- 1890年（明治23年）: 北炭が夕張炭鉱の開発に着手。
- 1892年（明治25年）: 夕張炭鉱での採炭を開始。追分駅 - 夕張駅間に鉄道（後の国鉄夕張線）が開通。
- 1893年（明治26年）: 北炭真谷地炭鉱の開発に着手。
- 1897年（明治30年）: 石狩石炭株式会社が新夕張炭鉱開発に着手。
- 1905年（明治38年）: 北炭万字炭鉱操業開始。
- 1907年（明治40年）: 大夕張炭鉱会社設立（1912年に三菱鉱業株式会社が買収）。
- 1908年（明治41年）1月17日 : 新夕張炭鉱でガス爆発[1]、死者93人。
- 1909年（明治42年）: 登川炭鉱が採炭開始。
- 1911年（明治44年）: 清水沢駅 - 二股（後の南大夕張駅）間に大夕張炭鉱専用鉄道が開通
- 1912年（明治45年/大正元年）: 夕張炭鉱（第二斜坑ほか）にて4月29日と12月23日に爆発事故。それぞれ死者269人、216人[2]。
- 1913年（大正2年）1月13日：夕張炭鉱（坑名不詳）で火災発生。行方不明の鉱員の生死が不詳のまま、消火のための密閉作業が行われた。53人が死亡[3]。
- 1914年（大正3年）
  - 10月3日：夕張炭鉱第一斜坑でガス爆発。死者16人[4]。
  - 11月28日：新夕張炭鉱若鍋第二斜坑でガス爆発、死者423人。
- 1920年（大正9年）
  - 1月11日 : 新夕張炭鉱で爆発事故。死者36人、負傷者23人[5]。
  - 6月14日 : 夕張炭鉱（北上坑）にて爆発事故。死者209人[6]。
- 1926年（大正15年）: 夕張鉄道株式会社が新夕張駅（後の夕張本町駅） - 栗山駅（室蘭本線）間に鉄道（夕張鉄道線）を敷設。
- 1927年（昭和2年）: 新夕張炭鉱の権利を北炭が石狩石炭株式会社から継承。
- 1929年（昭和4年）: 三菱鉱業が南大夕張駅 - 通洞（後の大夕張炭山駅間）に専用鉄道を敷設。
- 1931年（昭和6年）: 夕張鉄道株式会社が栗山駅～野幌駅（函館本線）間に鉄道路線を敷設。
- 1938年（昭和13年）: 夕張炭鉱天竜坑にて爆発事故。爆発個所は地下約2300m地点であった[7]が全員分の遺体を回収。死者161人。
- 1940年（昭和15年）1月6日：真谷地炭鉱で爆発事故。死者50人[8]。
- 1945年（昭和20年）10月8日：朝鮮人炭鉱労働者6000人が待遇改善を求めてストライキを実施[9]。
- 1955年（昭和30年）6月3日：三菱大夕張鉱業所の北卸五片採炭現場で、自然発火の恐れがある危険箇所を密閉する作業中に爆発事故。死者・行方不明5人、重軽傷39人[10]。
- 1960年（昭和35年）: 夕張炭鉱第二坑にて爆発、死者42人。
- 1963年（昭和38年）: 北炭新夕張炭鉱閉山、その後一部が第二会社に移行。
- 1965年（昭和40年）2月22日 : 北炭夕張炭鉱で爆発、死者61人[11]。。
- 1968年（昭和43年）: 北炭平和鉱にて坑内火災、死者31人。
- 1970年（昭和45年）: 三菱南大夕張炭鉱営業出炭開始。
- 1973年（昭和48年）: 三菱大夕張炭鉱閉山。
- 1975年（昭和50年）: 北炭平和炭鉱閉山・北海道炭礦汽船夕張鉄道線廃止。北炭夕張新炭鉱営業出炭開始。
- 1976年（昭和51年）: 万字炭鉱閉山。
- 1977年（昭和52年）: 北炭夕張炭鉱新第二鉱閉山。狭義の「夕張炭鉱」がすべて閉山。
- 1978年（昭和53年）: 石炭の歴史村建設工事着工。
- 1980年（昭和55年）: 北炭清水沢炭鉱閉山。
- 1981年（昭和56年）: 北炭夕張新炭鉱ガス突出事故が発生、死者93人。
- 1982年（昭和57年）: 北炭夕張新炭鉱閉山。
- 1985年（昭和60年）: 三菱南大夕張炭鉱にてガス爆発事故発生、死者62人。
- 1987年（昭和62年）: 三菱南大夕張炭鉱の合理化により三菱石炭鉱業大夕張鉄道線廃止、北炭真谷地炭鉱閉山・同専用鉄道廃止。
- 1990年（平成2年）: 三菱南大夕張炭鉱閉山。
- 2017年（平成29年）: 夕張市が旧清陵小学校跡地で、コールベッドメタンの試掘を実施[12]。

## ガス爆発事故
開山当時からガス爆発事故が続出。多数の死者及び死者数に劣らない規模の一酸化炭素中毒患者を出してきた。特に、第二次世界大戦以前の過酷な環境下で発生した事故の記録は散逸・風化しており、詳細な事故の状況や死者数は把握できない。